# Paul Signac
Paul Signac (n. 11 noiembrie 1863, Paris, Franța – d. 15 august 1935, Paris, Franța) a fost un pictor francez neoimpresionst, grafician și acuarelist, discipol al lui Georges Seurat și - împreună cu el - teoretician al tehnicii divizioniste în pictură.

## Viața și opera
Paul Signac s-a născut la Paris, fiu al unui negustor înstărit și fabricant de harnașamente. Intenționa să devină arhitect, nu termină însă studiile liceale și, în 1880, se decide pentru pictură, familia asigurându-i independența financiară. Fascinat de operele lui Claude Monet, fără nici un fel de pregătire în profesie, începe să picteze peisaje împreună cu prietenul său Armand Guillaumin, un pictor din cercul impresioniștilor, instalându-și șevaletul pe malul Senei sau pe plaja din Port en Bessin. În 1883, frecventează câteva luni atelierul lui Siegfried Bing. Energic și sociabil, Signac participă în 1884 în mod activ la înființarea "Societății Artiștilor Independenți", care organizează expoziții fără a avea un juriu de selecție.

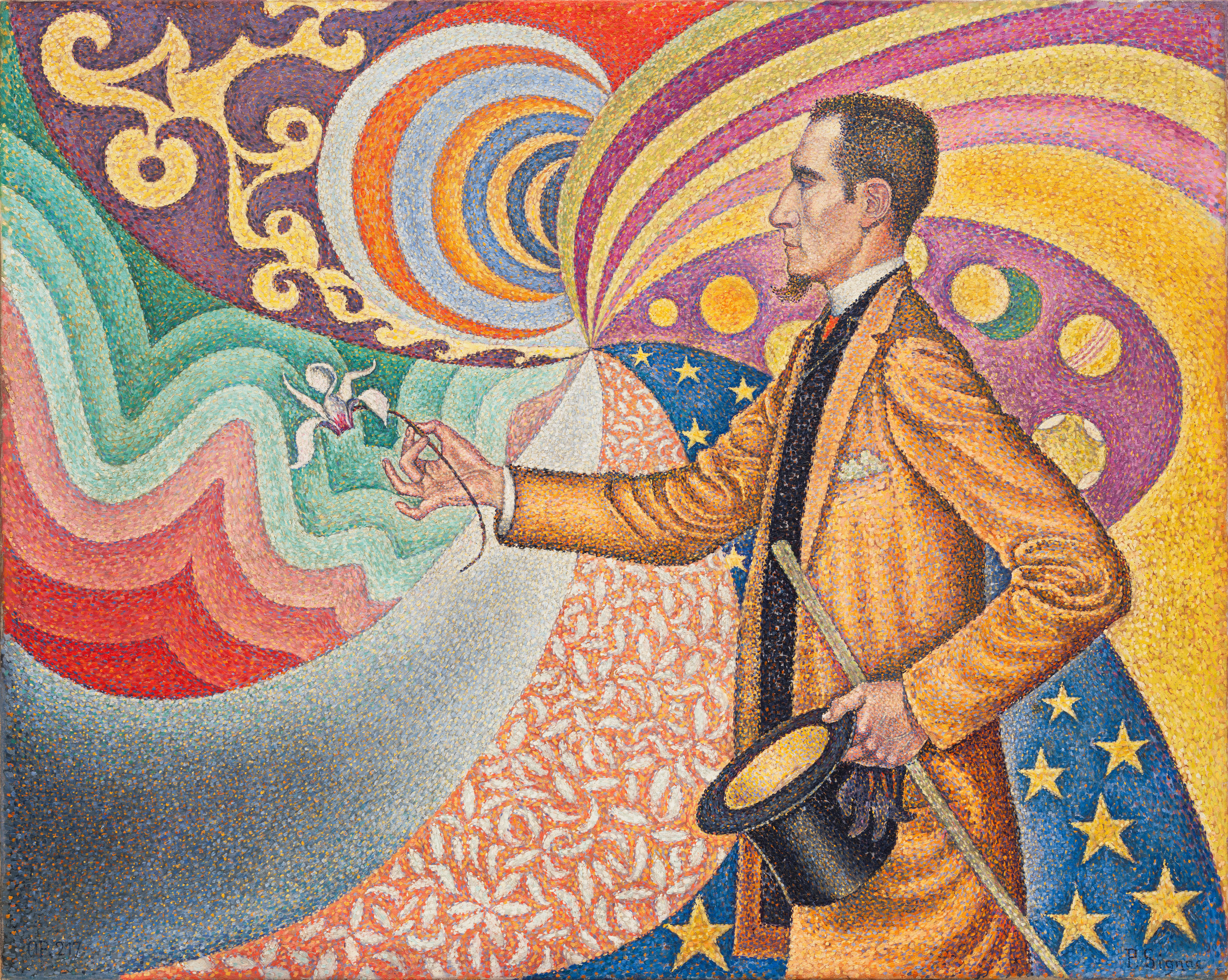
Paul Signac: Portretul lui Félix Fénéon, 1890

În 1885 intră în contact cu tinerii artiști grupați în jurul Georges Seurat și devine un entuziast adept al tehnicii divizioniste inițiată de Seurat, metodă care constă în juxtapunerea direct pe pânză a micilor tușee de culoare în stare pură, lăsând privirii de la distanțâ recompunerea tonurilor dorite de artist. Signac se interesează de lucrarea lui Charles Henry, "Introducere în estetica științifică", și elaborează el însuși bazele teoretice ale divizionismului în lucrarea "D'Eugène Delacroix au neo-impressionnisme" ("De la Eugène Delacroix la neoimpresionism"), care va apărea în 1899. Termenul de neoimpresionism fusese creat de criticul de artă Félix Fénéon: "Adevărul este că metoda neoimpresionistă impune o delicatețe excepțională a ochiului" ("L'Art moderne", Bruxelles, 19 septembrie 1886). "Tehnica divizării - scrie Signac - nu asigură prin amestecul optic al elementelor pure numai un maximum de luminozitate, ci, prin dozarea și echilibrarea acestor elemente după regulile contrastului, garantează de asemenea armonia totală a operei". Se interesează și de redarea figurilor omenești, multiplicând schițele de la litografii până la compoziții de mari dimensiuni.

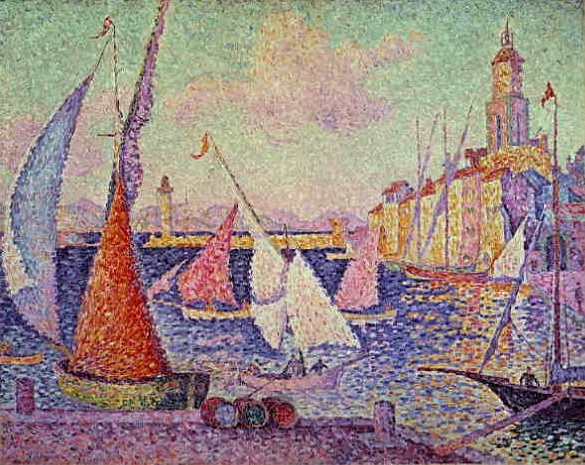
Paul Signac: Portul Saint-Tropez, 1899

Anul 1892 marchează o etapă importantă în viața lui Signac. După perioade de lucru prin porturile Franței, petrece cea mai mare parte a timpului în Saint-Tropez, unde își construiește o casă cu un atelier, și invită prieteni artiști pentru a lucra împreună. În același an se căsătorește cu Berthe Roblès, o rudă îndepărtată a lui Camille Pissarro. Călătorește pe un mic vas cu pânze, botezat "Olympia" în onoarea lui Édouard Manet, realizând compoziții în acuarelă, schițate rapid după natură, pe care apoi le dezvoltă în atelier sub forma unor tablouri mari pe pânză.
După 1896, mărește treptat suprafețele culorilor, îndepărtându-se într-o oarecare măsură de tehnica pointillistă, dar păstrând întreaga prospețime și pregnanță optică a materiei colorate. În fiecare an ia parte cu mai multe tablouri la expozițiile "Societății Artiștilor Independenți", al cărei președinte devine în 1908. Începând din 1910, acuarela devine metoda preferată a lui Signac și realizează numeroase tablouri peisagistice în timpul peregrinărilor sale prin Collioure, Port-en-Bressin, La Rochelle, Marseille și Veneția. Fluiditatea monocromă în apă îi asigură mai multă libertate decât pictura în ulei, este mai puțin precisă, dar mai bogată în luminozitate. 
După moartea lui Seurat în 1891, contribuie la catalogarea operelor acestuia, cu care organizează o expoziție memorială postumă.
Paul Signac s-a bucurat încă din cursul vieții de o recunoaștere unanimă ca artist. A primit, succesiv, toate gradele ordinului "Legiunea de Onoare" și a fost primar în Montmartre. Când a murit în vârstă de 72 de ani, în 1935, stilul pentru care și-a dedicat toată viața încetase de mult să mai fie revoluționar.

## Galerie de imagini

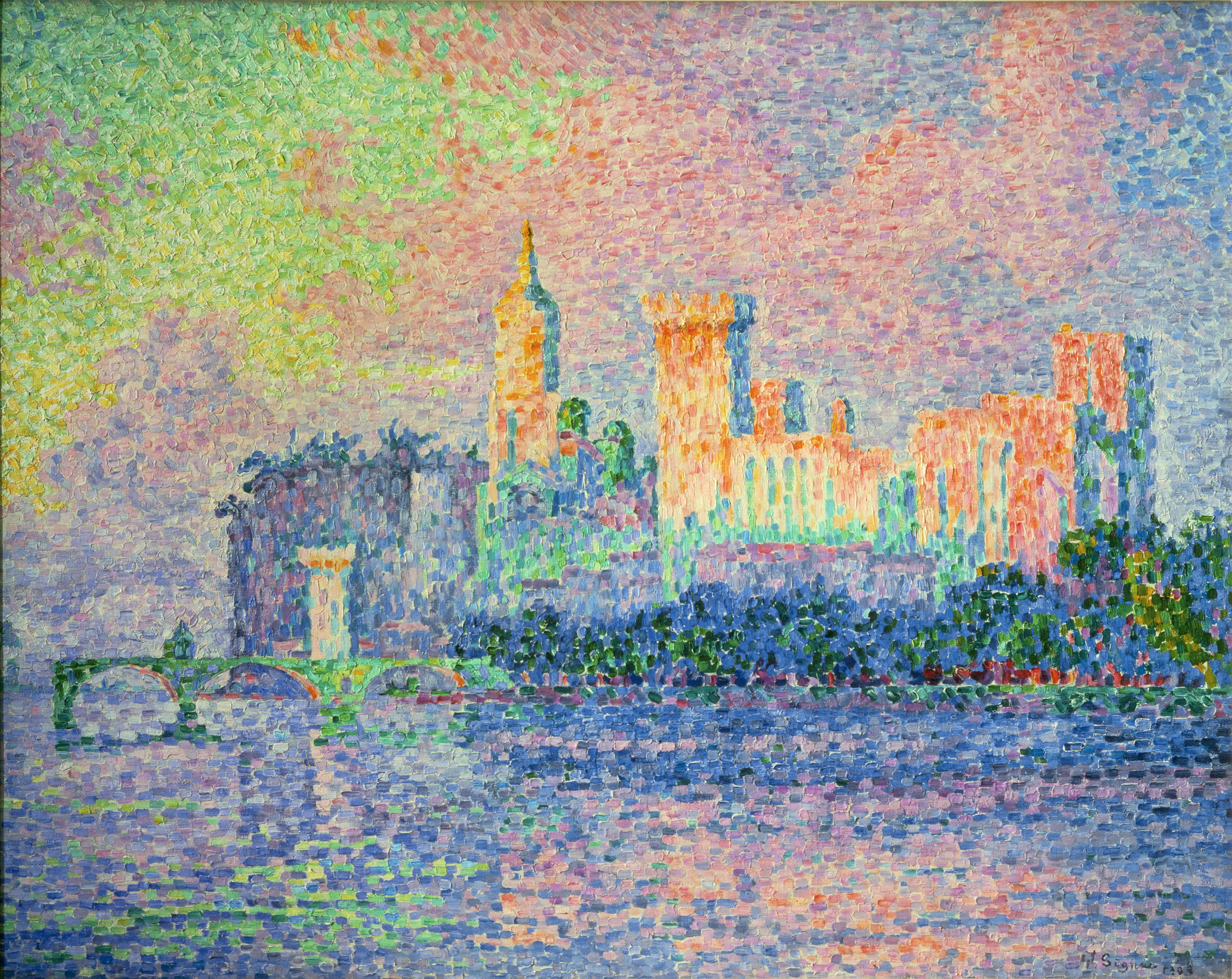
Palatul papilor din Avignon, 1900
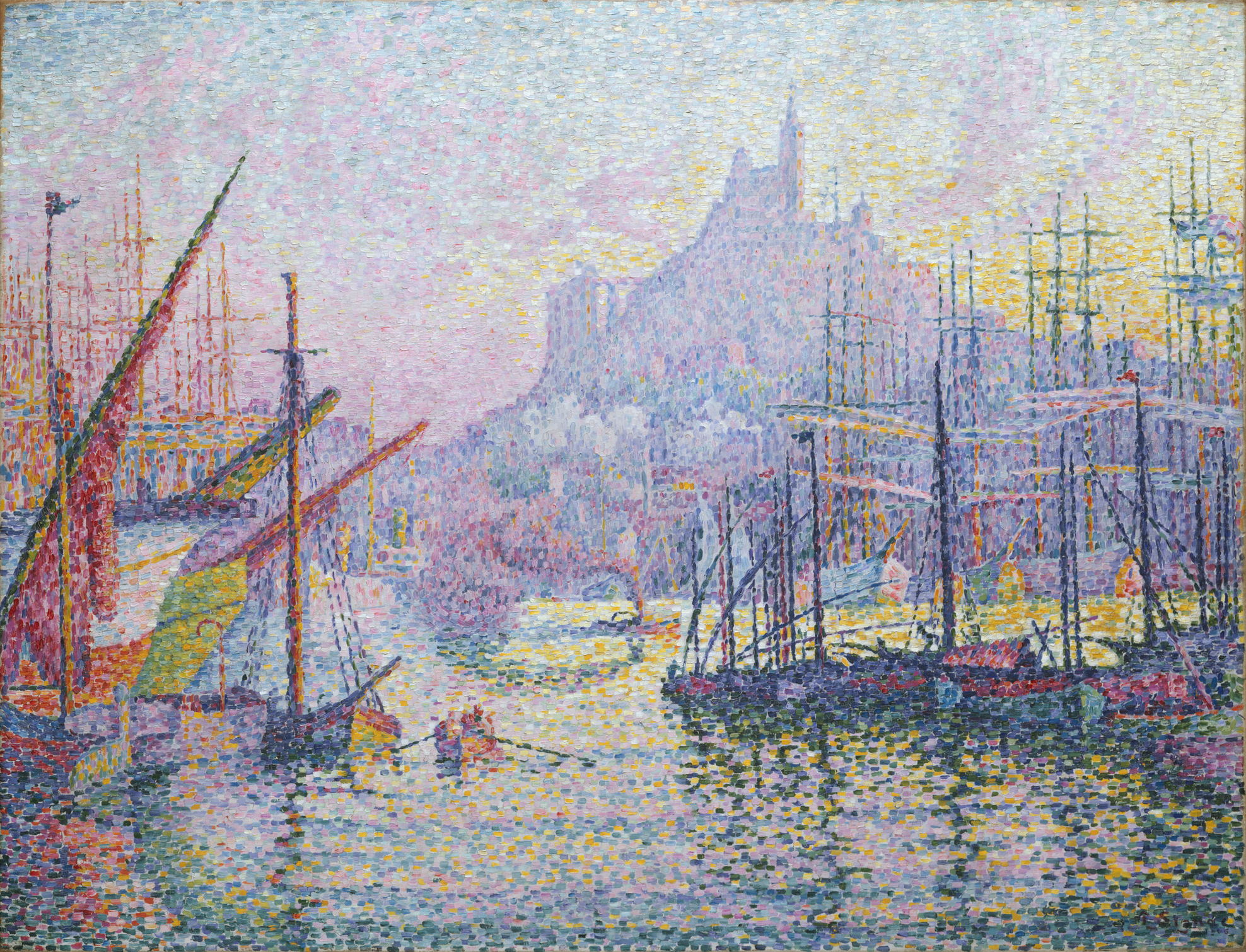
Vedere asupra portului din Marseille, 1905
Bazinul de apă din curtea casei lui Cézanne, acuarelă, 1920
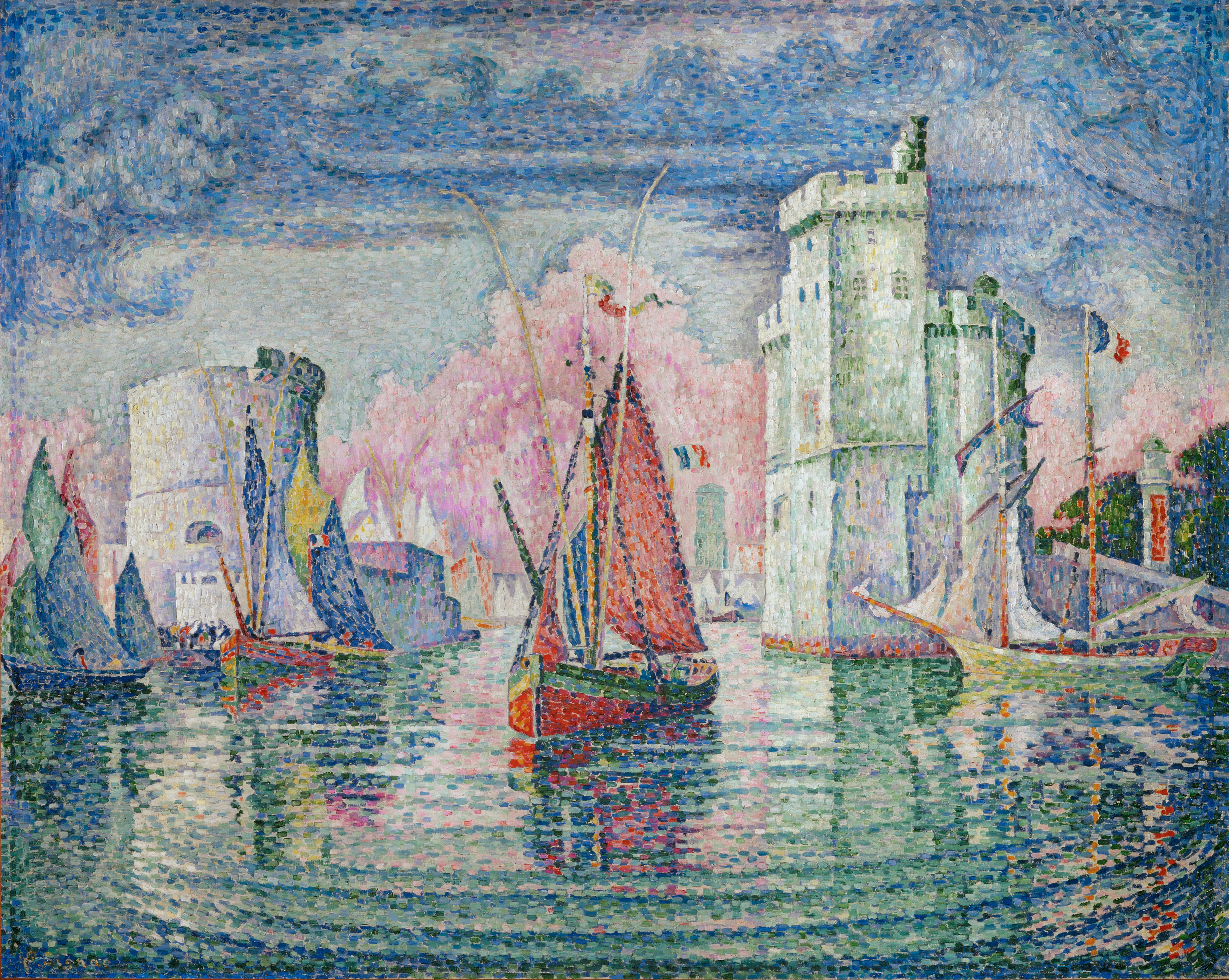
Portul La Rochelle, 1921